# Sítio Novo do Tocantins
Sítio Novo do Tocantins é um município brasileiro do estado do Tocantins.

## Geografia
Localiza-se a uma latitude 05º36'00" sul e a uma longitude 47º38'29" oeste, estando a uma altitude de 200 metros. Sua população estimada em 2004 era de 10 534 habitantes.
Possui uma área de 274,531 km².